# (20464) 1999 MD1
1999 أم دي 1 (ويعرف أيضًا باسم (20464) 1999 أم دي 1 وفق تسمية الكوكب الصغير) (بالإنجليزية: 1999 MD1)‏ هو كويكب ضمن حزام الكويكبات؛ وترتيبه 20464 من حيث الاكتشاف.
اكتُشف هذا الجُرم الفلكي بواسطة Frank B. Zoltowski ‏ في 24 يونيو 1999.

## وصلات خارجية
- (20464) 1999 MD1 في قاعدة بيانات مختبر الدفع النفاث لأجرام النظام الشمسي الصغيرة

- الاكتشاف · مخطط المدار ·  العناصر المدارية · المعلمات المادية

- (20464) 1999 MD1 على موقع ويكي سكاي: DSS2, SDSS, GALEX, IRAS, Hydrogen α, X-Ray, Astrophoto, Sky Map, Articles and images